# Duomo di Asolo
La chiesa prepositurale e collegiata di Santa Maria Assunta, più nota come duomo di Asolo, è il principale edificio religioso della città di Asolo.
È una parrocchiale prepositurale, nonché sede di un vicariato della diocesi di Treviso. Nel 1959 è stata ripristinata la sua condizione di collegiata, quindi è presente un capitolo formato dal prevosto (il parroco) e da alcuni canonici, sia titolari che onorari.

## Storia
È probabile che l'attuale duomo sorga sul posto dell'antica cattedrale. Asolo fu infatti sede vescovile almeno dal 590, quando al sinodo di Marano partecipò anche un Agnellus de Acilio.
Nel 969 un diploma dell'imperatore Ottone I soppresse la diocesi per aggregarla a quella di Treviso. Nel documento è riportato il primo riferimento alla ex cattedrale Beatae Virginis Mariae constructa.
Non sono ancora state effettuate delle indagini archeologiche per ricostruire la conformazione della vecchia chiesa. Sul fianco ovest del duomo sono stati individuati dei resti murari in cui si riconosce un battistero, costituito da una vasca rivestita di cocciopesto.
Dalle descrizioni forniteci dalle visite pastorali, pare che l'edificio abbia assunto la struttura attuale nel 1584. Il crollo del tetto determinò, nel 1606, la ricostruzione dell'abside e dell'altare maggiore, con la scomparsa delle ultime tracce dell'edificio medievale. Nel 1747, su progetto dell'architetto veneziano Giorgio Massari, fu effettuato un riordino degli interni. Nel 1889, infine, fu eretta l'odierna facciata disegnata da Pietro Saccardo.

## Descrizione

### Esterno

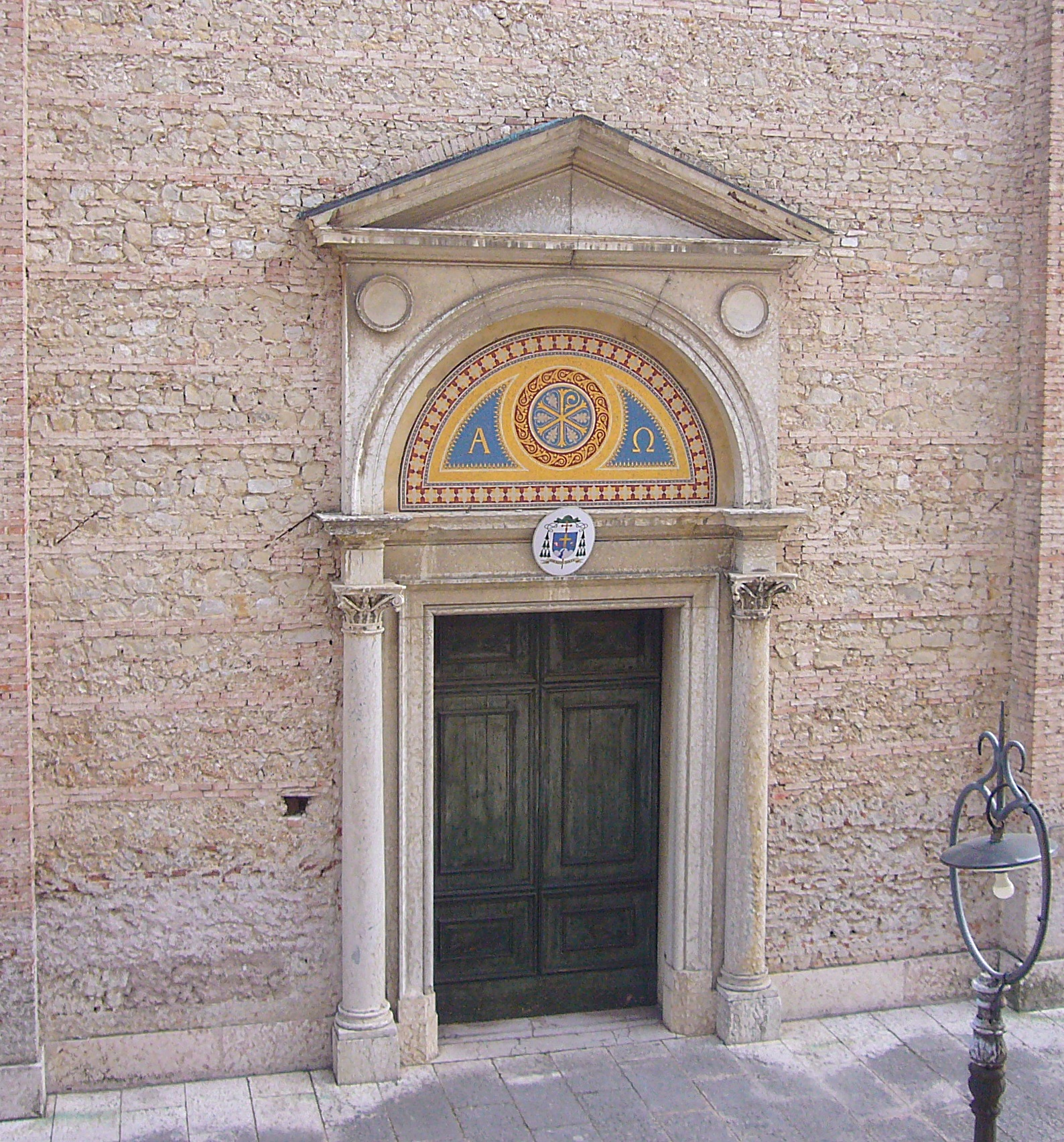
Il portale maggiore

L'attuale facciata, inaugurata nel 1889 e solo giustapposta alla precedente, si deve all'intervento dell'architetto Pietro Saccardo. Pur conservando l'originario tratto romanico-gotico, presenta anche alcuni elementi rinascimentali, come i tre portali. Al centro si può vedere il mosaico che rappresenta l'Assunta, che sostituisce il rosone eliminato per far posto all'organo della controfacciata. Nel lato sud, si distingue la cinquecentesca cappella del Sacramento, mentre degno di nota è l'elegante protiro del XV secolo.

### Interno

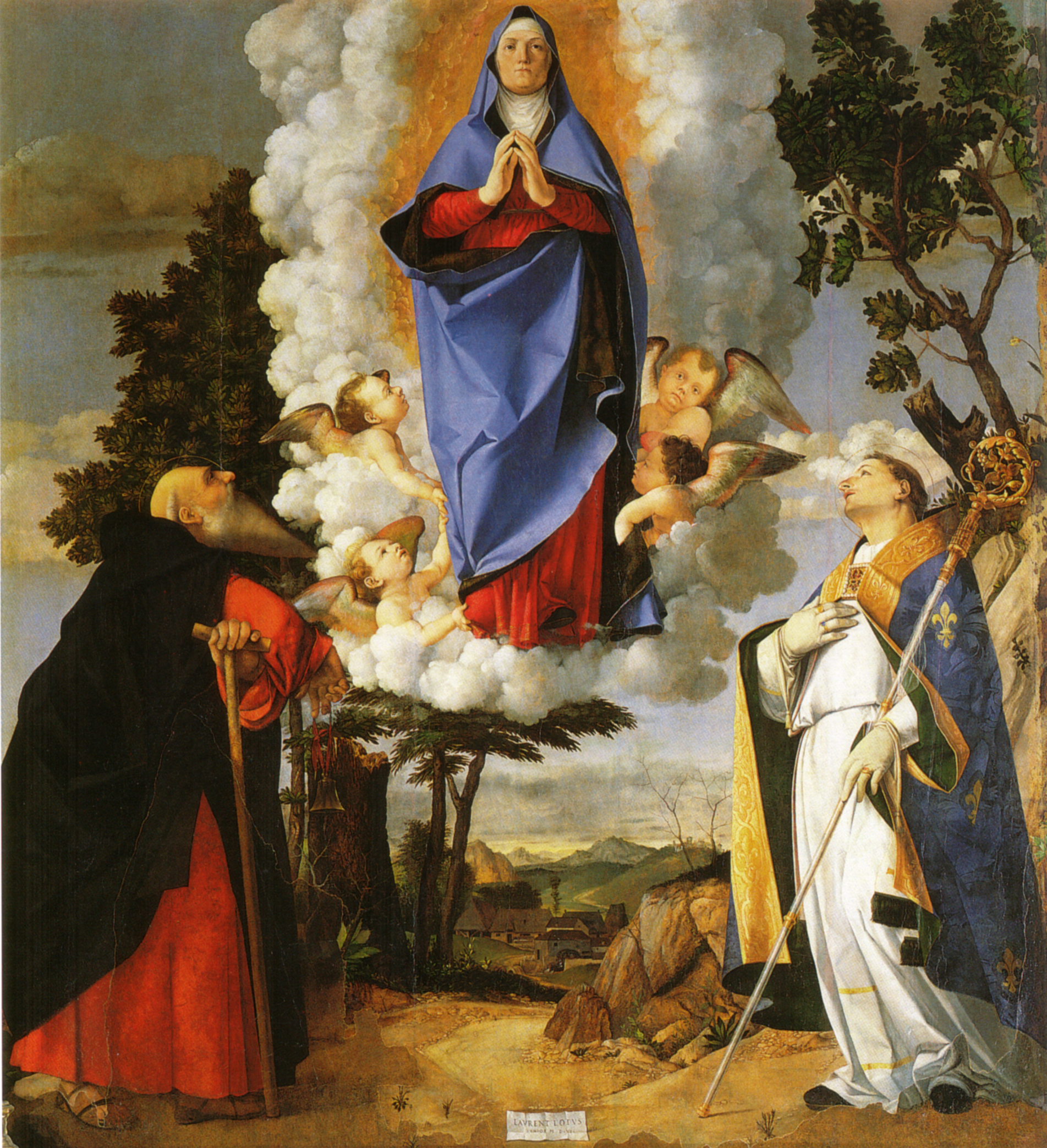
Pala di Asolo di Lorenzo Lotto.

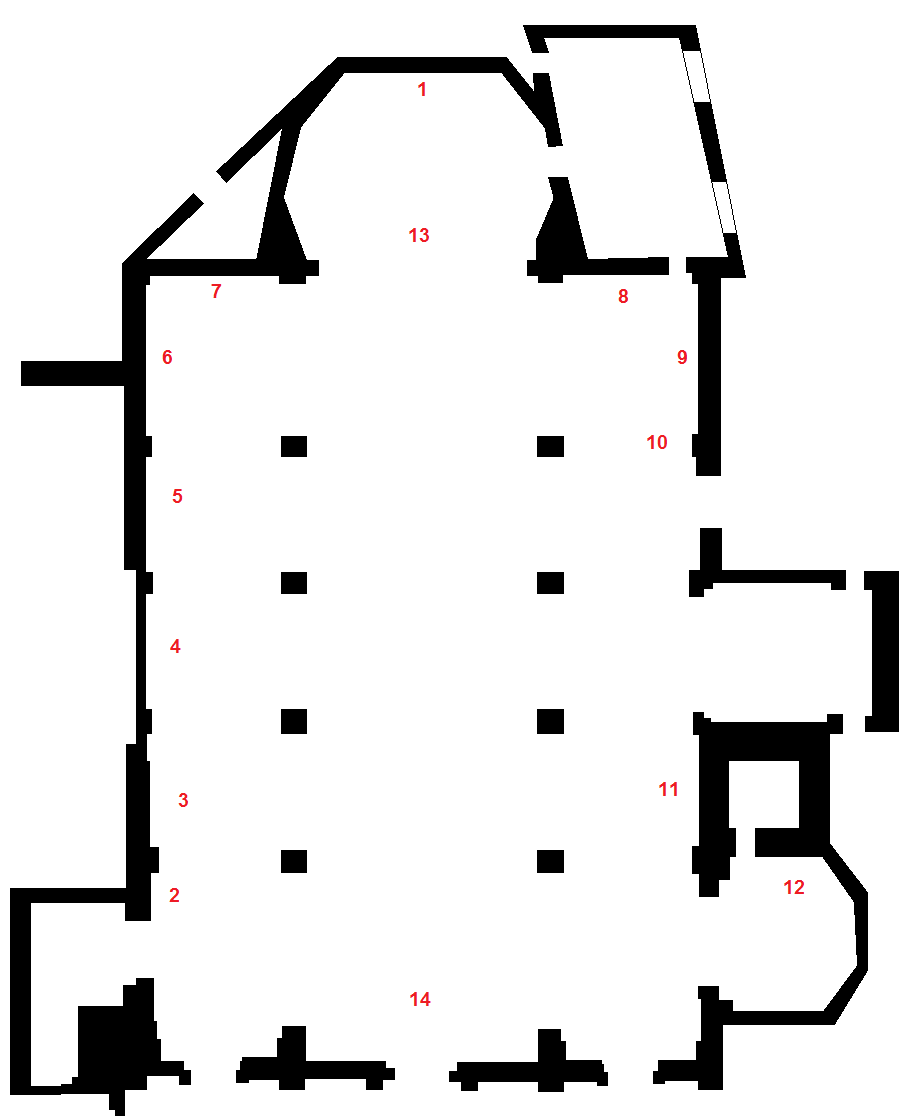
Pianta del Duomo
1 - Pala dell'Assunta
2 - San Francesco d'Assisi
3 - Assunta
4 - San Prosdocimo
5 - Polittico di san Girolamo
6 - Pala dell'Assunta
7 - Madonna con Gesù e santi e deposizione
8 - Madonna del Rosario e san Valentino
9 - Agonia di san Giuseppe
10 - Madonna del Rosario
11 - San Lorenzo martire
12 - Sant'Anna
13 - Altare maggiore
14 - Cantoria ed organo
15 - Cappella del Santissimo Sacramento
16 - Vasca battesimale

L'interno, a tre navate, molto luminoso, deve il suo aspetto all'idea di Giorgio Massari.
Nell'altar maggiore troneggia la Pala dell'Assunta copia ottocentesca di Lattanzio Querena del celebre capolavoro di Tiziano ospitato nella Basilica dei Frari. Accanto, due preziosi angeli di Giuseppe Bernardi ornano l'altare Maggiore, in marmo di Carrara, opera di Pasino Canova, nonno di Antonio Canova.
Notevoli anche le cappelle laterali, tra le quali spiccano quella del Santissimo Sacramento, di origine cinquecentesca ma rifatta dal Massari, ospitante, oltre a diverse sculture del Torretto, anche il fonte battesimale, commissionato dalla Regina Cornaro all'architetto Francesco Graziolo nel 1491 e originariamente posto in battistero, dove tornerà terminati i restauri della stessa.

#### Opere d'arte
Altre notevoli opere d'arte sono ospitate nella Collegiata: un San Francesco d'Assisi del XV secolo, attribuito alla scuola del Mantegna (alcuni suggeriscono il nome di Dario di Giovanni), la celebre Assunta di Lorenzo Lotto (1506), capolavoro conclusivo della giovanile fase trevigiana dell'artista, l'altra splendida Pala dell'Assunta di Jacopo da Ponte, la Pala di San Prosdocimo di Pietro Damini, nonché il rimantente del polittico di San Girolamo, attribuito a Lazzaro Bastioni (1488).

#### Organo a canne
Posto in controfacciata, il grandioso organo Malvestio-Tamburini, risalente ai primo del XX secolo è stato restaurato nel 2010 da Alessio Lucato. A trasmissione meccanica, è dotato di 31 registri reali, 2 tastiere di 58 tasti e pedaliera di 30.

## Campanile e campane

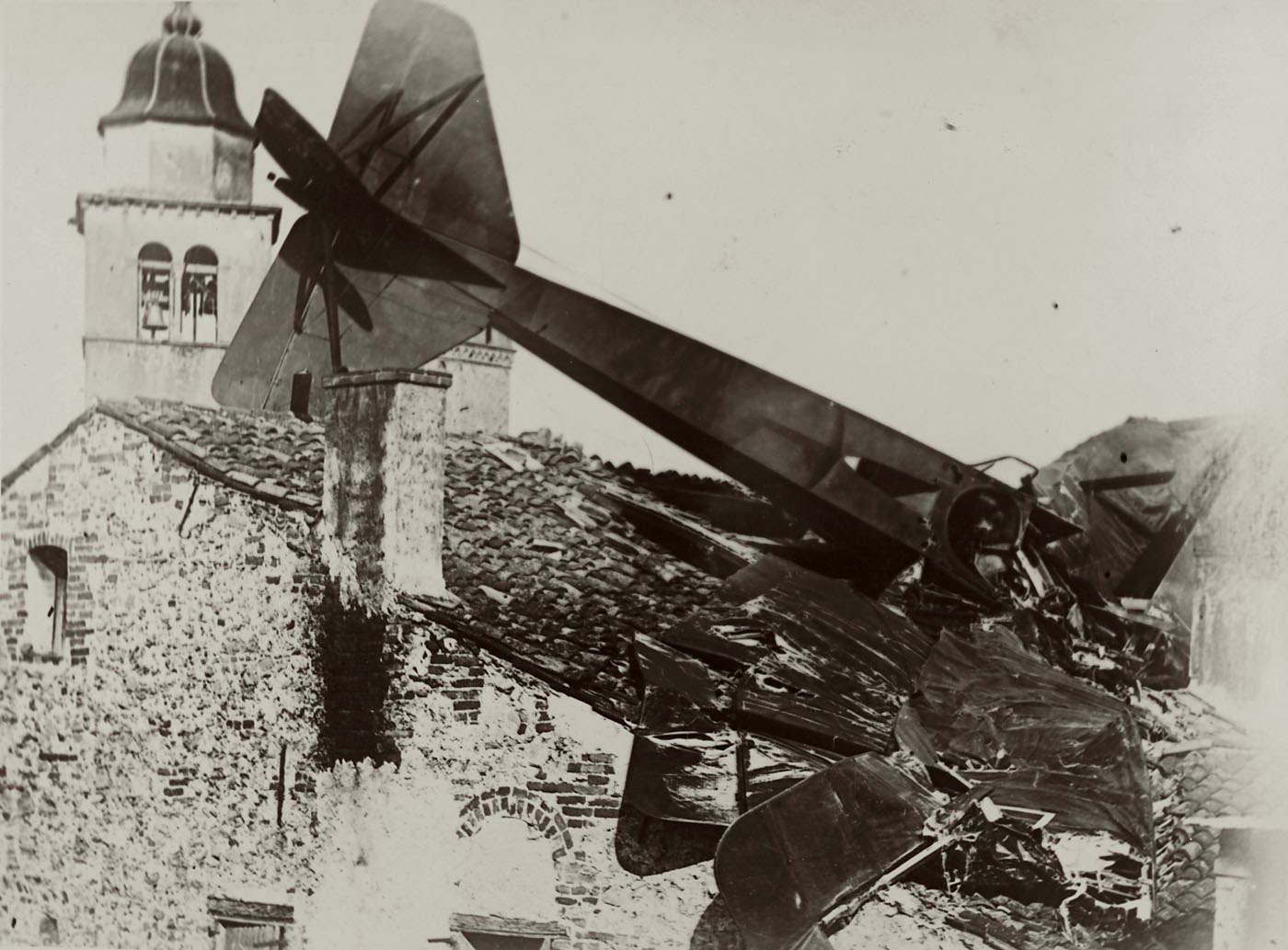
1915-1918: un aereo austriaco abbattuto è precipitato nei pressi del campanile del Duomo

Il campanile, alto 55 metri, fu completato nel 1480. Esso ospita un concerto di 3 campane, accordate in Reb3 in scala diatonica maggiore (è presente anche un campanello in Do4 calante, è elettrificato con il sistema a slancio ed è probabilmente antecedente rispetto al concerto). Il concerto è stato fuso dalla Fonderia De Poli di Vittorio Veneto (TV) nel 1925 e fu inaugurato per il Giubileo nello stesso anno.